# Crinia georgiana
Espèce
Synonymes
- Pterophrynus affinis Günther, 1864
- Crinia ignita Cope, 1866
- Crinia stolata Cope, 1867

Statut de conservation UICN

 LC  : Préoccupation mineure
Crinia georgiana est une espèce d'amphibiens de la famille des Myobatrachidae.

## Répartition
Cette espèce est endémique du Sud-Ouest de l'Australie-Occidentale. Elle se rencontre jusqu'à 1 000 m d'altitude,.

## Description
Crinia georgiana mesure de 24 à 32 mm pour les mâles et de 30 à 36 mm pour les femelles. Son dos varie de l'orangé au brun très foncé avec des marbrures ou des bandes brunes de chaque côté. Son ventre est gris sale chez le mâle et blanc brillant chez la femelle. Les deux sexes présentent une tache blanche à la racine des membres.
Les têtards sont de couleur dorée avec une queue transparente.

## Publication originale
- Tschudi, 1838 : Classification der Batrachier, mit Berucksichtigung der fossilen Thiere dieser Abtheilung der Reptilien, p. 1-99 (texte intégral).